# Onyinye Chikezie
Onyinye Chikezie (née le 23 mars 1973) est une sprinteuse nigériane.

## Carrière
Onyinye Chikezie remporte la médaille d'or du 100 mètres et du relais 4 × 100 mètres aux Championnats d'Afrique de 1990 puis est médaillée d'argent du relais 4 × 100 mètres aux Championnats d'Afrique de 1992. 
Elle est médaillée de bronze du relais 4 × 400 mètres à l'Universiade d'été de 1993.